# エセキエル・フェルナンデス (サッカー選手)
イグナシオ・エセキエル・アグスティン・フェルナンデス・カルバージョ（スペイン語: Ignacio Ezequiel Agustín Fernández Carballo、2002年7月25日 - ）は、アルゼンチンのサッカー選手。ポジションはMF。

## クラブ歴
2012年にボカ・ジュニアーズの下部組織に加入した。2021年5月8日の試合でスターティングメンバーとしてトップチーム初出場を記録した。 
2022年2月にCAティグレに45万ユーロで期限付き移籍した。2023年、ボカ・ジュニアーズに復帰した。
2024年8月5日、サウジアラビアのアル・カーディシーヤがエセキエル・フェルナンデスの獲得を発表、契約期間は2029年夏までの5年となる。

## 代表歴
U-17代表として2019 南米U-17選手権で優勝し、2019 FIFA U-17ワールドカップにも参加した。
2024年パリオリンピックのU－23アルゼンチン代表に選出された。
2024年、北中米ワールドカップ南米予選のアルゼンチン代表メンバーに選出された。